# Charmant

Charmant este o comună în departamentul Charente, Franța. În 1 ianuarie 2018 avea o populație de 342 de locuitori.